# أطلس (فلم 2024)
أطلس  (بالإنجليزية: Atlas) هو فيلم أمريكي خيال علمي وأكشن صدر عام 2024، من بطولة جينيفر لوبيز في دور محللة مكافحة إرهاب ماهرة تحمل كراهية عميقة للذكاء الاصطناعي، لكنها تدرك لاحقًا أنه قد يكون خيارها الوحيد بعد فشل مهمة تهدف إلى القبض على روبوت متمرد.
أخرج الفيلم براد بيتون، وكتب نصه ليو سارداريان وآرون إيلي كوليت. كما يشارك في بطولته سيمو ليو، ستيرلينغ ك. براون، ومارك سترونغ.
الفيلم هو إنتاج مشترك بين ASAP Entertainment، Safehouse Pictures، Nuyorican Productions، وBerlanti-Schechter Films، وتم إصداره عبر نتفليكس في 24 مايو 2024. رغم تلقيه مراجعات سلبية من النقاد، إلا أنه حقق نجاحًا كبيرًا على المنصة، حيث دخل قائمة أفضل 10 أفلام في 93 دولة، وحصل على المركز الأول في 71 منها. 

## روابط خارجية
- مقالات تستعمل روابط فنية بلا صلة مع ويكي بيانات